# 林朗彥
林朗彥（英語：Ivan Lam Long-yin，1994年7月18日—），香港民運人士，祖籍廣東江門市新會區，為學民思潮創辦人之一，前香港眾志主席，負責文宣設計，是參加埋單計數，撤回課程，佔領政總的三子之一。他和香港眾志秘書長黃之鋒是匯基書院（東九龍）的同學。他的女友是曾為社運人士的黃莉莉。

## 事跡

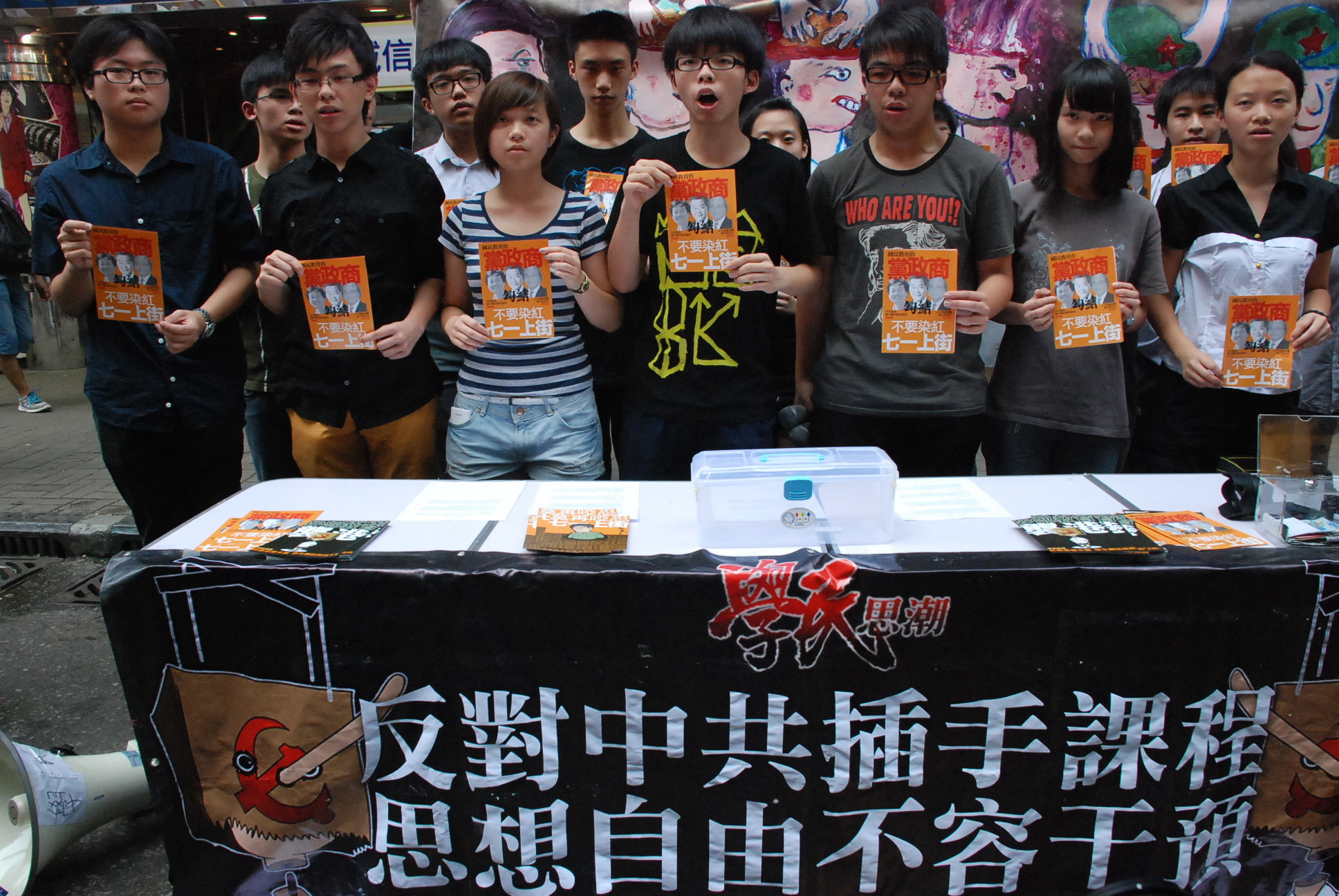
这是拍摄于2012年的七一大遊行，照片中是参与學民思潮的香港市民。

林朗彥聯同黃之鋒，鍾曉晴等人於2011年5月29日創立「學民思潮」。林朗彥及後辭去召集人一職並退居幕後，減少發言，負責更多文宣及構思各類型的活動，召集人餘下黃一人。林朗彥曾參與反國教佔領政府總部絕食行動，連同黃莉莉及凱撒兩人絕食超過30小時，要求政府撤回德育及國民教育科。
2014年6月反新界東北撥款示威期間，包括林朗彥在內的13名示威者以竹枝及雨傘撬開立法會綜合大樓大門、阻礙關門等被捕。2016年2月19日，他被裁定參與非法集結罪成立，被判120小時社會服務令，後來律政司不滿刑期過輕，向高等法院上訴法庭申請覆核刑期。2017年8月15日，法庭裁定律政司覆核刑期得直，林朗彥被改判入獄13個月。
林與眾人均提出上訴至終審法院。2017年11月24日，林就反新界東北撥款示威案申請保釋並獲批准。
2016年5月6日，林朗彥服刑期间失蹤及不做服務令，被還押候訊。
2018年3月19日，社民连主席吴文远等9人，於2016年年11月参加「反释法游行」后在中联办外与警方冲突，被控煽惑他人扰乱公众秩序及非法集结等7罪，控方成功申请加控3项煽惑他人参与非法集结的交替控罪，林朗彦承认参与非法集结罪。
2019年3月13日，林朗彦、黄之锋等在香港保安局局長李家超进行《逃犯条例》及《刑事事宜相互法律协助条例》与传媒交流时请愿，与警方发生冲突，之后两人召开记者会。
2019年8月30日，林朗彦被控干犯「煽惑他人明知而參與未經批准集結」罪名，指他涉嫌於6月21日包圍警察總部。但由于林朗彦已经于機場離港，而林本身並無任何擔保在身，亦未有限制禁止他離港，裁判官表示林既沒違反保釋，又不知被控，控方應尊重被告。9月3日，林朗彥回港入境時，在機場被海關帶走，警方以「煽惑參與未經批准集結 」及「參與未經批准集結」將其拘捕。
2019年10月31日，林朗彥因「621」包圍警總案，到長沙灣警署報到。期間林朗彥又因於3月15日闖入政府總部東翼大堂靜坐及抗議，林朗彥被指推跌一名政總保安，被警方控以「普通襲擊罪」並拘捕，後保釋離開警署。
2020年7月15日，裁判官就2019年3月15日林朗彦「普通襲擊罪」審訊，在聽畢保安的證供及觀看現場閉路電視影片後，認為保安的證供不可信，亦與閉路電視影像不相符，有關片段也無法顯示被告有任何襲擊行為，在疑點利益歸於被告下，裁定被告普通襲擊罪名不成立。
2020年11月23日，林朗彥就於6月21日包圍警察總部案件，於西九龍裁判法院承認一項「煽惑他人明知而參與未經批准集結」罪。裁判官將包括林在內的三人收押，押後至12月2日宣判。12月2日，案件於西九龍裁判法院判刑，裁判官王詩麗指包括林在內的三人「有預謀及積極參與」、「集結具規模」，對道路情況帶來風險，判林朗彥監禁七個月，並拒絕上訴保釋的申請。
2021年4月12日，林朗彥刑滿出獄。
2023年7月5日，林朗彥与李啟靖等四名前香港眾志骨幹成員被警方逮捕。四人涉嫌營運「懲罰 Mee」社交平台，以資助早前被香港警務處國家安全處以一百萬港幣懸賞通緝的羅冠聰。

## 擔任職位
- 香港眾志主席（2018－2020）
- 香港眾志常務委員（2016－2018）
- 學民思潮文宣設計
- 校園意志召集人
- 香港中學生聯合委員會主席團成員
- 於破折號網站負責設計，撰稿等工作。

## 外部連結
- 林朗彥的Facebook專頁

| 政党职务      | 政党职务                                  | 政党职务             |
| ------------- | ----------------------------------------- | -------------------- |
| 前任： 羅冠聰 | 香港眾志主席 2018年5月12日－2020年6月30日 | （組織正式宣佈解散） |